# Christina Johnston

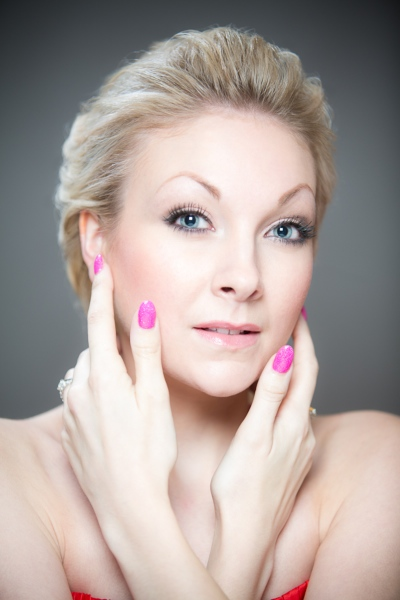

Christina Johnston (nascida em 1 de dezembro de 1989) é uma soprano coloratura  inglesa. Nascida em Framlingham, Suffolk e educada em Framlingham Faculdade, ela cantou papéis principais em várias produções, nomeadamente, a Ópera Estatal de Praga, incluindo A Rainha da Noite A Flauta Mágica de Mozart. Ela cantou várias vezes para vários Chefes de Estado, incluindo Miloš Zeman, Presidente da República checa, e Xi Jinping, o Presidente da República popular da China